# Станция JCPM Якиимо
Станция JCPM Якиимо — астрономическая обсерватория, основанная в 1975 году в Симидзу (посёлок, Сидзуока), Сидзуока (префектура), Япония. Обсерватория входит в состав группы японских наблюдателей «JCPM».

## Инструменты обсерватории
- 0.13-m hyperboloid astrocamera

## Другие обсерватории, входящие в наблюдательную группу JCPM
- JCPM Hamatonbetsu Station
- JCPM Kimachi Station
- JCPM Oi Station
- JCPM Sakura Station
- JCPM Sapporo Station
- JCPM Tone Station

## Направления исследований
- Открытие астероидов
- Астрометрия и фотометрия малых тел Солнечной системы

## Основные достижения
- 32 астероида открыли A. Натори и Т. Урата с 1990 по 1993 года[1]
- 783 астрометрических измерений опубликовано с 1975 по 1993 года [2]

## Известные сотрудники
- Aкира Натори и Takeshi Urata

## Интересные факты
- В честь обсерватории назван астероид 8865 Yakiimo[англ.]